# Joseph Thomas Rousseau
Pour les articles homonymes, voir Rousseau.
Joseph Thomas Rousseau (9 août 1852 à Saint-Isidore dans la Beauce au Québec (Canada) et  mort en 1896 aux États-Unis) est un artiste peintre peu connu aujourd'hui.
Il a laissé de nombreuses œuvres dans les églises et couvents de la région de Saint-Hyacinthe, ainsi qu'ailleurs dans la province.

## Œuvres
Il exécute quelques décorations mineures :
- 1879 Sainte-Rosalie ;
- 1880 Saint-Hugues ;
- 1880 Saint-Antoine ;
- 1881 Saint-Denis.
- 1890 : Mater Dolorosa, Collection Musée national des beaux-arts du Québec[4]

Décoration en trompe-l'œil :
- 1885 Église Sainte-Monique de Nicolet ;
- 1886 Chapelle du Précieux-Sang[5] ;
- 1887 Église Saint-Christophe d'Arthabaska[3] ;
- 1889  Église de Saint-Césaire[6] ;
- 1891 Église Saint-Édouard de Bécancour[7].